# هاري كليفتون
هاري كليفتون (بالإنجليزية: Harry Clifton)‏ هو مؤلف وأستاذ مدرسة وكاتب وشاعر أيرلندي، ولد في 15 أغسطس 1952 في دبلن في جمهورية أيرلندا.